# エスタディオ・コレヒドラ
エスタディオ・コレヒドラ（Estadio Corregidora）は、メキシコ・ケレタロ州ケレタロにあるサッカー専用スタジアム。ケレタロFCがホームスタジアムとして使用している。

## 概要
1986 FIFAワールドカップ開催のために建設が決定し、1983年3月17日に着工した。エスタディオ・アステカと同じように3層構造でスタンドは構成されており、1985年2月5日、メキシコ代表対ポーランド代表の国際Aマッチでこけら落としとなり、メキシコ代表が5-0の大勝でポーランド代表を下した。
2011年には2011 FIFA U-17ワールドカップ開催に伴いスタジアムの照明や大型液晶装置の新設、座席の補修などが行われた。
2022年3月28日、ケレタロFCとCFアトラスのリーグ戦にて選手を巻き込むサポーターの暴動が発生し、26人もの負傷者が病院へ搬送されるという事件が発生した。

## 開催された主な大会・イベント
- 1986 FIFAワールドカップ

| 日付          | ホームチーム | 結果 | アウェーチーム | ラウンド  |
| ------------- | ------------ | ---- | -------------- | --------- |
| 1986年6月4日  | ウルグアイ   | 1-1  | 西ドイツ       | グループE |
| 1986年6月8日  | 西ドイツ     | 2-1  | スコットランド | グループE |
| 1986年6月13日 | デンマーク   | 2-0  | 西ドイツ       | グループE |
| 1986年6月18日 | デンマーク   | 1-5  | スペイン       | ベスト16  |

- 2011 FIFA U-17ワールドカップ

グループステージ6試合と決勝トーナメント3試合の計9試合

## ギャラリー

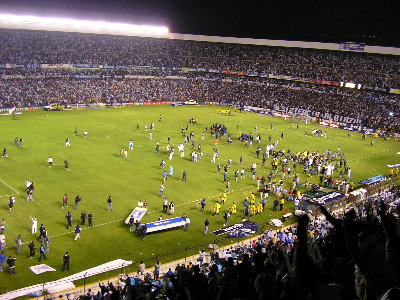
2006年の内観
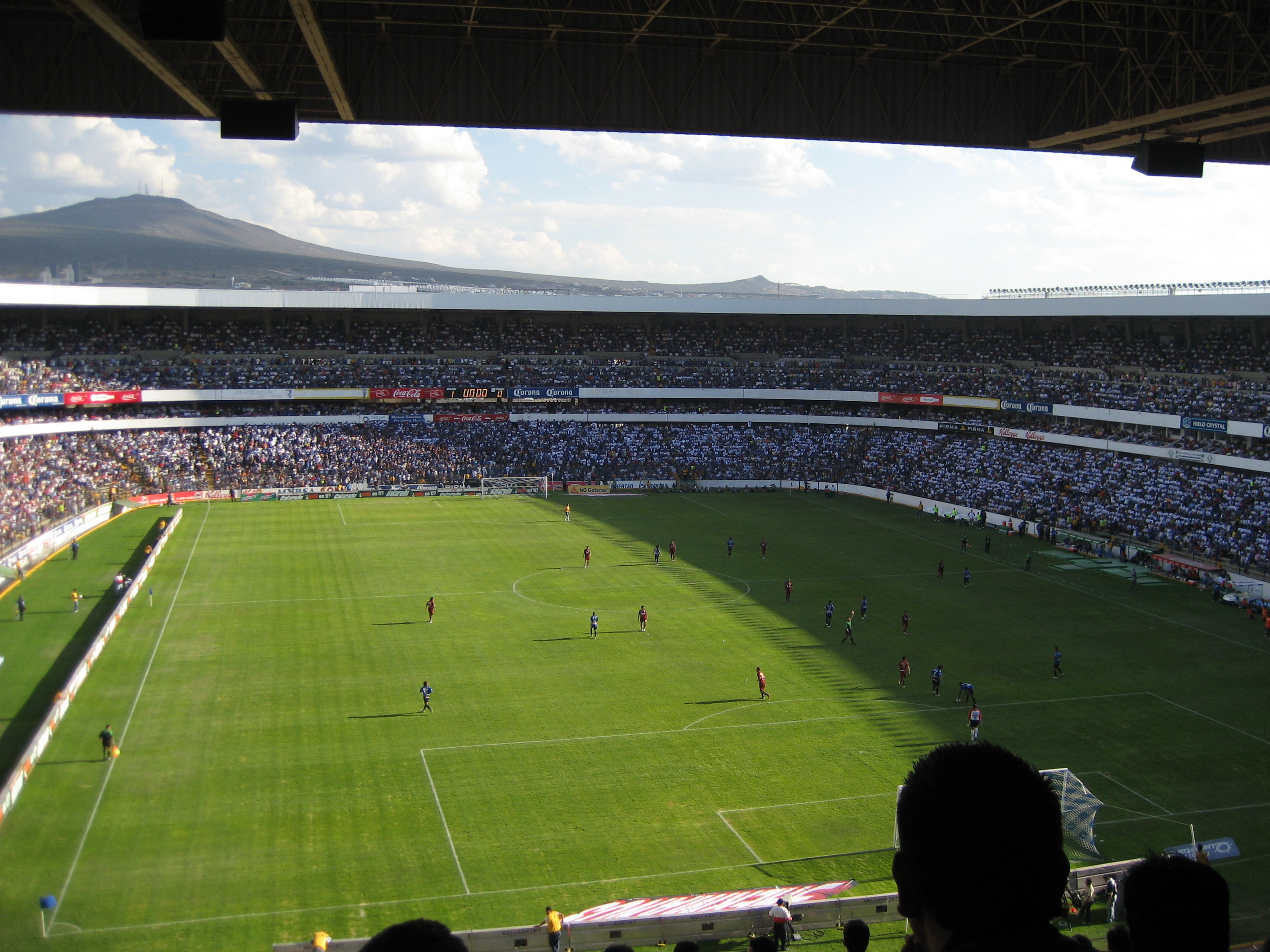
2007年の内観
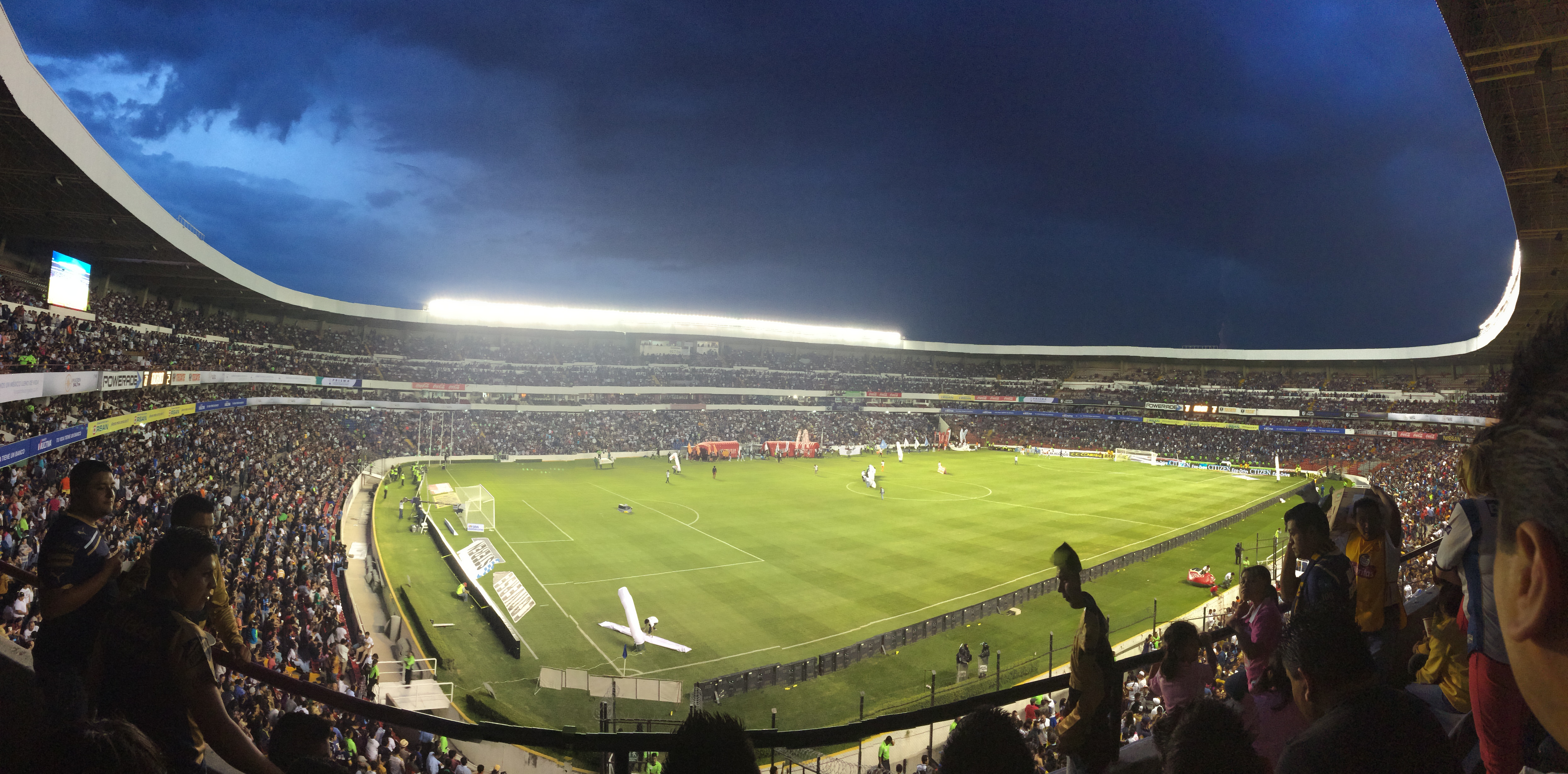
2014年の内観